# Гайсин, Салават Мухтарович
Салават Мухтарович Гайсин (24 февраля 1940, Расулево, Башкирская АССР — 5 января 2023) — российский хозяйственный деятель, генеральный директор ПАО «Башинформсвязь» в 1992—2011 гг. Депутат Верховного Совета Башкирской АССР 12-го созыва, депутат Государственного Собрания — Курултая Республики Башкортостан 3-го, 4-го созывов.

## Биография
Гайсин Салават Мухтарович с 1958 по 1959 годы работал каменщиком-плотником стройтреста в г.Учалы.
В 1964 году окончил Новосибирский электротехнический институт связи по специальности «телефонно-телеграфная связь».
В 1965—1975 годах — главный инженер, а затем начальник Белорецкого эксплуатационно-технического узла связи.
С 1976 года работает в ПТУС БАССР в должности заместителя начальника, а в ноябре 1987-го — его единогласно избирают начальником предприятия.
В 1992 году, после преобразования ПТУС БАССР в ОАО «Башинформсвязь», Салават Гайсин становится генеральным директором, возглавляя компанию до 2011 года.
В 1990—1995 гг. избирался депутатом Верховного Совета БАССР, избирался депутатом Палаты Представителей Государственного Собрания — Курултая — Республики Башкортостан, являлся членом Правительства Республики Башкортостан.
Почетный академик Российской Академии естественных наук, Почетный академик Башкирского государственного университета, Действительный член Академии качества телекоммуникаций, Почетный президент ФК «Уфа».
В 2011—2014 гг. — председатель Совета директоров ОАО «Башинформсвязь», советник президента ОАО «Ростелеком». Усилиями Гайсина Салавата Мухтаровича и возглавляемого им десятитысячного коллектива предприятия в РБ ежегодный прирост телефонов у населения составляет более 50 тысяч. Телефонами обеспечено около 60 процентов семей в городах и около 23 процента в сельской местности. В РБ принимаются 72 радиовещательных, 200 телевизионных программ местных передатчиков.
Семейное положение: женат, имеет сына.

## Награды и звания
Награждён орденами «Знак Почета», Салавата Юлаева.
Медаль «За доблестный труд».
Заслуженный связист Республики Башкортостан, «Мастер связи».
Почетный радист СССР, Заслуженный связист РФ.
Почетный доктор Башкирского государственного университета, действительный член Международной академии качества коммуникаций и Международной академии меценатства.

## Публикации
- «Очерки истории связи Башкирии» (Уфа, 1987)
- «Электросвязь в Башкортостане: от телеграфа до Интернета» (Уфа, 2001).
- «Верность слову» (Уфа, 2005)
- «Исповедь» (Уфа,2006).